# Epilobium tonkinense
Epilobium tonkinense är en dunörtsväxtart som beskrevs av Leveille. Epilobium tonkinense ingår i släktet dunörter, och familjen dunörtsväxter. Inga underarter finns listade i Catalogue of Life.